# АЕС Козлодуй
АЕС «Козлодуй» — атомна електростанція у Болгарії. Розташована на берегах річки Дунай, за 200 км від столиці країни — Софії та за 5 кілометрів від міста Козлодуй.
АЕС «Козлодуй» — єдина діюча атомна електростанція Болгарії і найбільша в регіоні. Будівництво розпочалось 6 квітня 1970 року. Офіційне відкриття АЕС відбулось 6 вересня 1974 року. Станом на 2011 рік на станції працюють тільки найновіші 5-й та 6-й енергоблоки ВВЕР-1000, збудовані у 1987 і 1991 роках відповідно.

## Історія
- 19 серпня 1965 року — Політбюро Комуністичної партії Болгарії вирішило звернутися за допомогою до СРСР в проектуванні та будівництві першої болгарської АЕС[1]
- 15 липня 1966 року — Народна Республіка Болгарія підписала угоду з СРСР щодо спільного будівництва АЕС на її території;
- 14 жовтня 1969 року — розпочалось риття котловану;
- 6 квітня 1970 року — офіційний початок будівництва атомної електростанції;
- 1974—1975 роки — завершення будівництва та пуск першого і другого енергоблоків типу ВВЕР-440;
- 1980—1982 роки — пуск третього та четвертого енергоблоків ВВЕР-440;
- 1988—1993 роки — введені в експлуатацію п'ятий та шостий блоки ВВЕР-1000.

В 1991 році загальна встановлена потужність шести енергоблоків склала 3760 МВт. Електростанція мала шість ядерних реакторів — чотири з потужністю 440 МВт і два потужністю 1000 МВт, забезпечуючи близько 46 % від необхідної електроенергії у Болгарії. Кінцеву вартість будівництва АЕС вирахувати складно, фінансування відбувалось з бюджету Народної Республіки Болгарія.
1-4 червня 1991 року місія OSART з МАГАТЕ знайшла багато оперативних проблем у станції, в тому числі:
- відсутність культури безпеки
- загроза охорони праці
- слабкий радіаційний захист
- відсутність систематизованого навчання для операторів
- неповне виконання оперативних процедур[2]

## Закриття енергоблоків ВВЕР-440
У 2003 році після тиску з боку Європейського союзу Болгарія розпочала процедуру зупинки чотирьох реакторів потужністю 440 МВт, оскільки вони не відповідали європейським нормам безпеки. У 2004 році закриті перший та другий блоки АЕС, а на початку 2007 року третій та четвертий блоки. П'ятий і шостий енергоблоки ВВЕР-1000 АЕС «Козлодуй» все ще працюють. Для компенсації втрачених енергогенеруючих потужностей у Болгарії ведеться будівництво АЕС Белене. У жовтні 2004 року на АЕС «Козлодуй» тип палива TWSM замінюють на TWSA.

## Перспективи
Нещодавно розроблений проект добудови 7-го та 8-го енергоблоків АЕС. Нові енергоблоки, скоріш за все, будуть обладнані американськими реакторами потужністю 1000 МВт. 8 березня 2011 року оператор станції оголосив про можливе продовження терміну служби 5-го та 6-го енергоблоків станції. Їхній проектний кінцевий термін закінчується у 2017 та 2019 роках.

## Інформація по енергоблоках
| Енергоблок | Тип реакторів | Потужність | Потужність | Початок будівництва | В мережі   | Комерційний пуск | Закриття   |
| Енергоблок | Тип реакторів | Чистий     | Брутто     | Початок будівництва | В мережі   | Комерційний пуск | Закриття   |
| ---------- | ------------- | ---------- | ---------- | ------------------- | ---------- | ---------------- | ---------- |
| Козлодуй-1 | ВВЕР-440/230  | 408 МВт    | 440 МВт    | 01.04.1970          | 24.07.1974 | 28.10.1974       | 31.12.2002 |
| Козлодуй-2 | ВВЕР-440/230  | 408 МВт    | 440 МВт    | 01.04.1970          | 24.08.1975 | 10.11.1975       | 31.12.2002 |
| Козлодуй-3 | ВВЕР-440/230  | 408 МВт    | 440 МВт    | 01.10.1973          | 17.12.1980 | 20.01.1981       | 31.12.2006 |
| Козлодуй-4 | ВВЕР-440/230  | 408 МВт    | 440 МВт    | 01.10.1973          | 17.05.1982 | 20.06.1982       | 31.12.2006 |
| Козлодуй-5 | ВВЕР-1000/320 | 953 МВт    | 1000 МВт   | 09.07.1980          | 29.11.1987 | 23.12.1988       |            |
| Козлодуй-6 | ВВЕР-1000/320 | 953 МВт    | 1000 МВт   | 01.04.1982          | 02.08.1991 | 30.12.1993       |            |